# بایارتستسگ آلتانگرل
بایارتستسگ آلتانگرل (به انگلیسی: Bayartsetseg Altangerel) یک مدل و هنرپیشه اهل مغولستان است.
او نمایندهٔ کشور مغولستان در رقابت‌های دوشیزه بین‌الملل (۲۰۱۴)، دوشیزه زمین (۲۰۱۵) و دوشیزه دنیا ۲۰۱۶ بوده‌است.